# Alíthia
Cet article possède des paronymes, voir Alètheia et Alithya.
Alíthia (grec moderne : Αλήθεια,  « Vérité ») est un journal quotidien chypriote écrit en grec. Il est diffusé à environ 11 000 exemplaires par jour.
Politiquement le journal est proche du Rassemblement démocrate (DISY), un parti de droite. Alíthia défend cependant le dialogue entre Grecs et Turcs sur l'île, contrairement à Simerini, aussi proche du DISY.
Alíthia est fondé en 1952, c'est alors un hebdomadaire. Il devient quotidien en 1982. Ses bureaux sont situés à Nicosie.